# Annaphila macfarlandi
Annaphila macfarlandi là một loài bướm đêm trong họ Noctuidae.